# Marcus Thrane

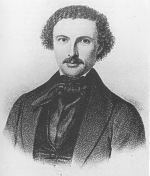
Marcus Thrane

Marcus Møller Thrane (* 14. Oktober 1817 in Christiania (heute Oslo), Norwegen; † 30. April 1890 in Eau Claire, Wisconsin) war ein früher norwegischer Sozialist und Kopf der ersten norwegischen Arbeiterbewegung, die nach ihm Thranitter-Bewegung genannt wurde.

## Leben
Thrane bezog seine Ideen von der Märzrevolution 1848 und trat unter anderem für ein allgemeines Wahlrecht, für Gleichheit vor dem Gesetz, für ein besseres Schulsystem, für eine gerechte Steuerpolitik (zur Entlastung der Armen) und für eine staatliche Unterstützung von in Not geratenen Bauern ein. 1849 / 1850 stand er in Verbindung mit dem nach Norwegen übersiedelten dänisch-friesischen Revolutionär Harro Harring. Zeitweise schlossen sich Thranes Bewegung bis zu 30.000 Mitglieder an, die auf einer Versammlung im Februar 1851 beschlossen, eine soziale Revolution in Norwegen zu starten. Obwohl sich Thrane erfolgreich für eine Rücknahme des Votums einsetzte, wurde er am 7. Juni desselben Jahres verhaftet. 1855 wurde er zu vier Jahren Zuchthaus verurteilt, nachdem er bereits vier Jahre in Untersuchungshaft verbracht hatte. Annähernd 200 weitere Persönlichkeiten der Bewegung wurden angeklagt und die meisten mit hohen Haftstrafen belegt, mit dem Ergebnis, dass sich die Vereinigung allmählich auflöste. Die wenigen Freisprüche wurden von dem Anwalt Bernhard Dunker erreicht, der dafür mit einem Fackelzug der Arbeiter geehrt wurde. Zu den Anhängern der Thranitter-Bewegung zählten unter anderem viele Dichter und andere Intellektuelle, so etwa der junge Henrik Ibsen.
Nach dem Tod seiner Frau Josephine 1862 emigrierte er in die USA, wo er als Photograph und Journalist arbeitete und Vorträge über aktuelle soziale Fragen hielt. In seinem Testament hatte der überzeugte Atheist verfügt, dass keine Christen an seiner Beerdigung teilnehmen durften. 1949 wurde sein Leichnam nach Oslo überführt. Sein Grab befindet sich heute im sogenannten Ehrenhain auf dem Friedhof Vår Frelsers Gravlund.
Sein Onkel, Waldemar Thrane, war ein Pionier des norwegischen Musiklebens.